# Movimento Gallaudet
Movimento Gallaudet foi um protesto/movimento iniciado por estudantes, professores e alunos da Universidade Gallaudet (uma escola para surdos, nos Estados Unidos da América) e outros simpatizantes, que não suportaram a nomeação da Dr. Jane Fernandes, como presidente da universidade. I. King Jordan foi o anterior presidente da Universidade Gallaudet, que foi eleito, como resultado do  presidente surdo do Movimento Gallaudet ter anunciado a sua aposentação para o final de 2006. Os sucessores foram reduzidos para três possíveis candidatos - os dois que foram eliminados foram Ronald Stern e Stephen Weiner, deixando a Fernandes a presidência.

## Protesto de primavera
No 1º de Maio de 2006, Celia Maio Baldwin, a presidente do Conselho de Curadores, anunciou o 9º presidente da Universidade Gallaudet: Dr. Jane Fernandes. Durante o anúncio, houve um tumulto da plateia, protestando a selecção. Algumas semanas mais tarde, Celia Maio Baldwin demitiu-se do Conselho de Curadores, alegando ameaças para ela quanto à selecção.

## Protesto de outono
No dia 20 de Setembro de 2006, o Congresso Estudantil Gallaudet aprovou uma resolução declarando que  não reconheciam Jane K. Fernandes como 9º presidente da Universidade Gallaudet.
Ryan Commerson, LaToya Plummer, Leah Katz-Hernandez, e Delia Lozano-Martinez foram nomeados como representantes da FSSA (Professores, Funcionários, Alunos e Alumni). Chris Corrigan foi descrito como o "presidente da Câmara Municipal de Tent City" e em grande parte responsável pelos comícios. Noah Beckman, em seu papel de presidente do Corpo Governamental dos Estudantes, e Tara Holcomb, como directora do Corpo Governamental dos Estudantes e de Ética e Conduta, surgiu como forte porta-voz para os estudantes da SBG. A participação do ex-presidente SBG/alumna Tawny Holmes e o estudante Erin Moran, foram igualmente criticados. Eles incentivaram os estudantes a pronunciarem-se sobre a Dra. Jane Fernandes, como o 9º presidente. Durante Outubro, Commerson, essencialmente no papel de democrático do protesto, com Holmes e Moran agindo como seus principais tenentes. O aluno Sean Moore também foi envolvido.
Em 1 de Outubro de 2006, Tent City esteve em via de ser reavivada pelos estudantes, quando quando apareceram problemas. No dia seguinte, Tent City foi restabelecido para protestar a selecção do 9º presidente selecção. Eventualmente os alunos apreenderam o Edifício Memorial Hall (HMB), e travada para baixo, a fim de evitar qualquer aulas de retomar e forçar a administração universitária para a negociação tabela.
Em 6 de Outubro de 2006, agentes do Departamento de Segurança Pública invadiram o Edifício Memorial Hall, numa tentativa de romper o bloqueio. Os alunos mais tarde alegaram que os funcionários agrediram vários estudantes. I. King Jordan ordenou uma investigação independente.
A 12 de Outubro de 2006, policiais foram chamados para deter os estudantes.

## 13 de Outubro de 2006
Tim Rarus, um dos líderes surdos do Movimento Gallaudet, foi uma das 133 pessoas detidas na Universidade Gallaudet, na Black Friday (10/13/2006), conforme ordenado por I. King Jordan.

## O depois
No dia seguinte, o número de manifestantes cresceu de 300 para cerca de 1.000. Tom Holcomb, o líder dos grémios, tinha voado no início da semana, a fim de ajudar com o protesto e organizar uma mudança padrão.
Bobbie Beth Scoggins of Kentucky, presidente da Associação Nacional de Surdos, interrompeu suas férias curtas, para declarar apoio aos estudantes..
Em 16 de Outubro de 2006, 168 dos 221 membros no corpo docente qualificado voto Gallaudet University assistiram a uma faculdade reunião. Isto representa 76% do corpo docente qualificado voto e foi a maior participação de sempre.
Em 19 de Outubro de 2006, o Washington Post informou que "dos 20 mandatários, três dos quais são membros do Congresso, talvez como muitos, sete não suportam Fernandes tornar-se presidente".
Em 21 de Outubro de 2006, mais de 4.000 pessoas de todo o país participaram de um protesto/marcha até o Capitólio, em Washington D.C.
Em 29 de Outubro de 2006, a Câmara de Gallaudet desistiu da nomeação de Fernandes, sem nomear uma alternativa.